# Vasad, Pesta
Vasad  este un sat în districtul Monor, județul Pesta, Ungaria, având o populație de 1.857 de locuitori (2011). 

## Demografie
Componența etnică a satului Vasad
     Maghiari (96,17%)
     Germani (1,37%)
     Necunoscut (0,66%)
     Alții (1,81%)
Componența confesională a satului Vasad
     Reformați (37,7%)
     Fără religie (20,36%)
     Romano-catolici (17,82%)
     Luterani (2,53%)
     Atei (1,62%)
     Necunoscută (19,28%)
     Greco-catolici (0,7%)
     Alte religii (1,29%)
Conform recensământului din 2011, satul Vasad avea 1.857 de locuitori. Din punct de vedere etnic, majoritatea locuitorilor (96,17%) erau maghiari, cu o minoritate de germani (1,37%). Apartenența etnică nu este cunoscută în cazul a 0,66% din locuitori. Nu există o religie majoritară, locuitorii fiind reformați (37,7%), persoane fără religie (20,36%), romano-catolici (17,82%), luterani (2,53%) și atei (1,62%). Pentru 19,28% din locuitori nu este cunoscută apartenența confesională.